# Москитовый берег

Флаг Берега Москитов

Статья о территории в Центральной Америке. О фильме и романе см. Берег Москитов (фильм).

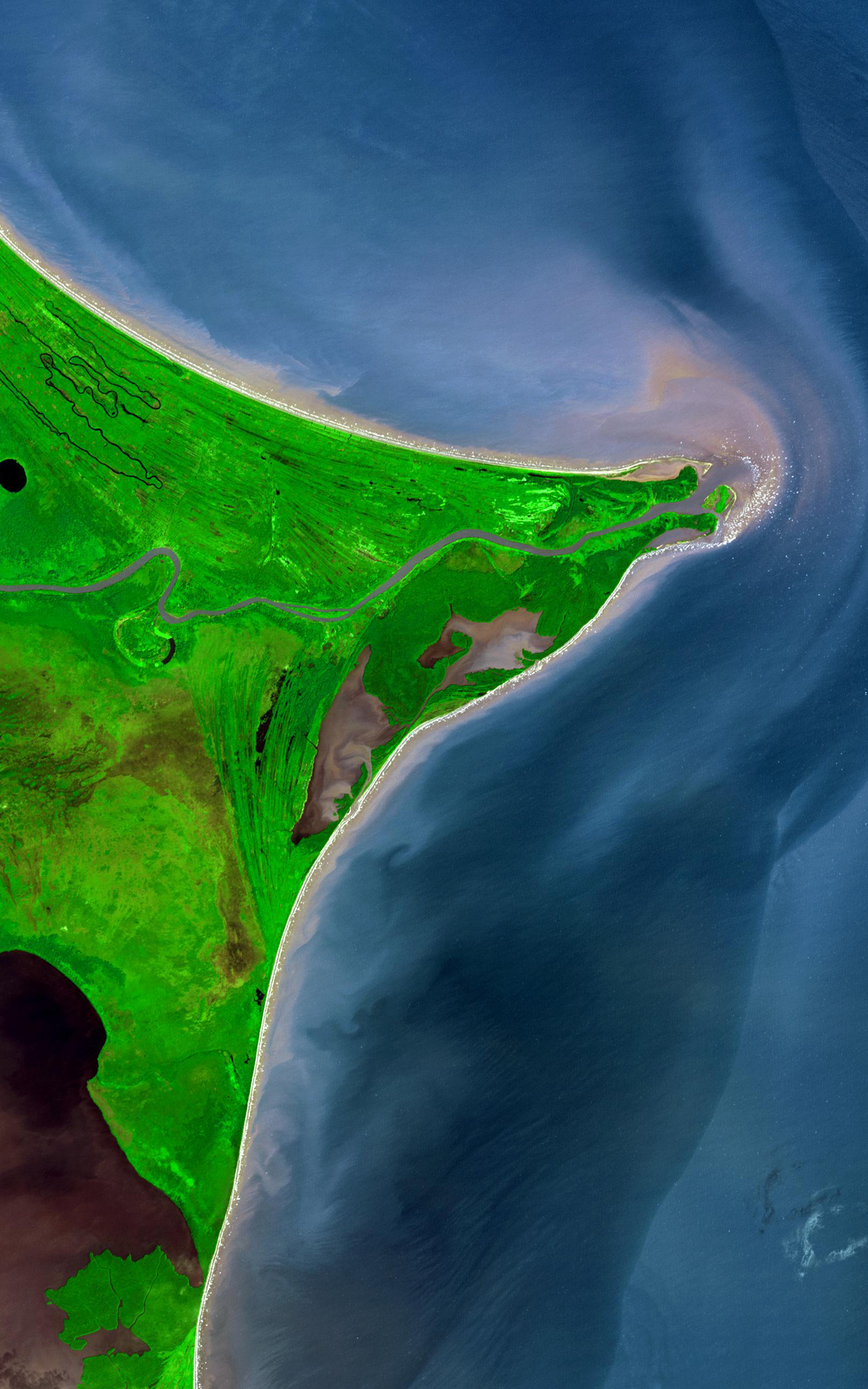
Мыс Кабо-Грасьяс-а-Дьос на Москитовом берегу

Моски́товый бе́рег (Москитос), побережье Москито, берег Москитов (исп. Costa de Mosquitos) исторически представлял собой территорию вдоль атлантического побережья нынешней Никарагуа и получил своё название по имени населявших его индейцев мискито (ничего общего с кровососущими насекомыми). Находился в сфере интересов Британской империи.

Хотя иногда этим именем называется географическая область, включающая всё восточное морское побережье Никарагуа, а также Ла-Москитию в Гондурасе (то есть прибрежный район от границы с Никарагуа до реки Сико (называемой также Рио-Тинто, Рио-Негро, Рио-Гранде)), всё же точнее Москитовый берег составляет узкая полоса земли, обращённая к Карибскому морю и простирающаяся примерно от 11° 45’ до 14° 10’ с. ш. В глубину она занимает в среднем 60 км, а с севера на юг — около 360 км. На севере её границы достигают реки Уауа (Wawa); на западе — восточные границы никарагуанских возвышенностей; на юге доходит до реки Пунта-Горда (Рама) (Punta Gorda, Rama).
Основные населённые пункты — Блуфилдс (крупнейший город с хорошей гаванью, административный центр Атлантико-Сур, Никарагуа), Магдала на острове Перл-Ки (Pearl Cay), Принсаполька (Prinzapolca) на реке Принсаполька, Уоунта (Wounta) в устье реки Кукалая (Cucalaia) и Карата (Carata) в устье реки Уауа.

## Происхождение названия
Москитовый берег получил своё название в честь своих основных жителей индейцев мискито, название которых было искажено в москито европейскими переселенцами. Индейцы москито, которых насчитывается несколько племён, низкорослы и темнокожи. Говорят, что цветом своей кожи они обязаны бракам с выжившими после кораблекрушений рабами.

## История
Первое поселение европейцев на территории индейцев мискито появилось в 1630 году, когда агенты англичан основали компанию «Провиденс» (Providence Company), президентом которой был граф Уорик, а секретарём — Джон Пим, заняли два небольших острова и установили дружеские отношения с местными жителями.
С 1655 по 1850 год Великобритания претендовала на протекторат над индейцами москито; однако многочисленные попытки основать колонии были малоуспешными, и протекторат оспаривался Испанией, центральноамериканскими республиками и США.
По Лондонской конвенции 1786 года, британцы покинули Москитовый берег, но сохранили влияние там. 
В 1822 году британский авантюрист Грегор Макгрегор заманил британских переселенцев на Москитовый берег, утверждая, что он получил там право на землю. Но король мискито Джордж Фредерик (Георг Фридрих Август) I заявил им, что право на землю для Макгрегора давно отозвано, и измученные болезнями поселенцы были доставлены в Белиз.
Возражения со стороны США против британского присутствия на Москитовом берегу были вызваны опасениями, что Великобритания получит преимущество в связи с предполагавшимся строительством канала между двумя океанами. В 1848 году захват города Грейтаун индейцами мискито при поддержке британцев вызвал большой ажиотаж в США и чуть не привёл к войне. Однако подписанием договора Клейтон-Булвера 1850 года обе державы обязались не укреплять, не колонизировать и не доминировать ни над какой частью территории Центральной Америки. 
В 1854 году в ответ на нападение в Грейтауне на посла США в Никарагуа присланный американский военный корабль сжёг Грейтаун.
В 1859 году Великобритания передала протекторат на Москитовым берегом Гондурасу.
Это вызвало большое недовольство индейцев, которые вскоре после этого восстали, и 28 января 1860 года Англия и Никарагуа заключили договор Манагуа, по которому Никарагуа получила сюзеренитет над всем побережьем Карибского моря от мыса Кабо-Грасьяс-а-Дьос до Грейтауна (Сан-Хуан-дель-Норте), но предоставила автономию индейцам в рамках резервации Москито (англ. Mosquito Reserve) (описанная выше территория). Вождь местных племён согласился с этим изменением при условии, что он сохранит за собой власть и будет получать ежегодную субвенцию в размере одной тысячи фунтов стерлингов до 1870 года. Однако после его смерти в 1864 году Никарагуа отказалась признать его преемника.
Тем не менее резервацией продолжал управлять выбранный вождь с помощью административного совета, заседания которого проходили в городе Блуфилдс; при этом индейцы отказывались признать, что сюзеренитет Никарагуа даёт ей право вмешиваться в их внутренние дела. Вопрос был вынесен на рассмотрение австрийского императора династии Габсбургов, решение которого (опубликованное в 1880 году) было в пользу индейцев и подтвердило, что сюзеренитет Никарагуа ограничен их правом самоуправления. После почти полной автономии в течение 14 лет, индейцы добровольно отказались от своего привилегированного положения, и 20 ноября 1894 года их территория была официально включена в состав республики Никарагуа никарагуанским президентом Хосе Сантосом Селайей (исп. José Santos Zelaya). Бывший Берег Москитов стал никарагуанским департаментом Селайя (Zelaya). В восьмидесятые годы XX века департамент был преобразован в Атлантико-Норте (исп. Región Autónoma del Atlántico Norte — RAAN) и Атлантико-Сур (исп. Región Autónoma del Atlántico Sur — RAAS) — автономные области с определённой степенью самоуправления.

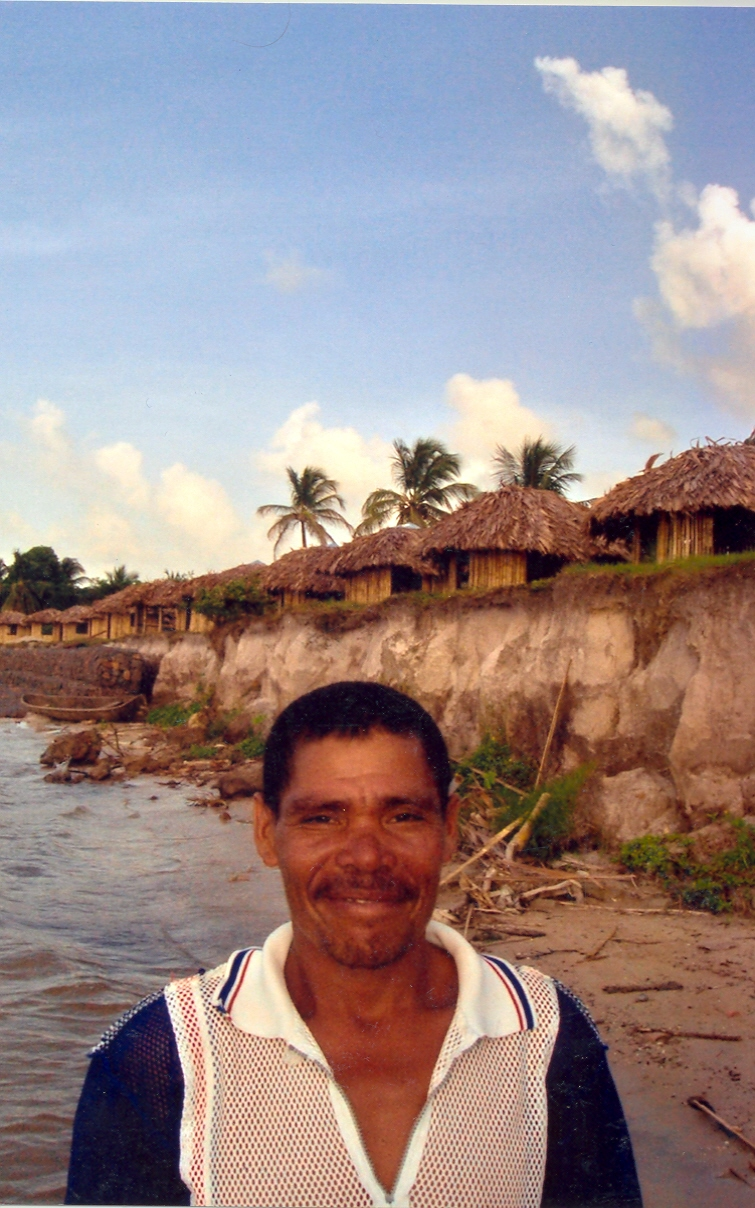
Абориген народа мискито. Никарагуа, 2004 год

### Флаг
Первый вариант флага Берега Москитов был принят в 1834 году. Второй — в 1860 году, когда флаг Никарагуа сменил Юнион Джек в левом верхнем углу.

## Москитовый берег в литературе и искусстве
Пол Теру написал роман под названием «Берег Москитов» (The Mosquito Coast), по которому впоследствии был снят художественный фильм с участием Харрисона Форда и молодого Ривера Феникса. В основе сюжета — история изобретателя, который, будучи недовольным переменами в США, решает перевезти свою семью жить в маленькой деревушке в Гондурасе.